# Eunosto
En la mitología griega, Eunosto (griego antiguo: Εύνοστος) era el nombre de la diosa protectora de la fabricación de harina y de los molinos de grano.
También existía la diosa Promilaia ("la que está antes /protege el molino"), que era adorado en la misma forma que Eunostos. Pero tanto Eunostos como Promilaia en realidad podrían haber sido meros epítetos de Deméter.

## Ences externos
- El hilo de Ariadna - Dioses griegos de la agricultura

- Datos: Q1374012